# تلكري
تلكري هي قرية في مقاطعة جلفا، إيران. عدد سكان هذه القرية هو 132 في سنة 2006.